# Villers-sur-le-Roule

Villers-sur-le-Roule este o comună în departamentul Eure, Franța. În 1 ianuarie 2022 avea o populație de 841 de locuitori.